# Майсснер, Карл (филолог)
Карл Майсснер (нем. Carl Meißner; 2 октября 1830, Шакштедт — 29 июня 1900, Висбаден) — немецкий педагог.
Учился в гимназиях в Дессау и Цербсте, в 1849—1852 гг. изучал филологию в Берлинском университете. В 1854—1856 гг. преподавал в цербстской гимназии Францисцеум, затем в 1856—1860 гг. инспектор цербстской педагогической семинарии. В 1860—1868 гг. преподавал в гимназии в Инстербурге, в 1868—1889 гг. старший учитель гимназии в Бернбурге, с 1873 г. в звании профессора.
Известен как автор ряда учебных пособий по латыни. Подготовил «Краткий справочник латинских синонимов» (нем. Kurzgefasste lateinische Synonymik; 1883, пятое издание 1895, французский перевод) и пособие «Латинская фразеология» (нем. Lateinische Phraseologie; 1878, седьмое издание 1900, французский перевод 1885, итальянский перевод 1887, английский перевод Г. У. Одена 1894), второе из них вновь издаётся с 2004 года (шестое издание 2015) под редакцией Кристины Меккельнборг.